# Maria (moglie di Leone III)
Maria (in greco Μαρία?; fl. VIII secolo) è stata un'imperatrice bizantina, moglie di Leone III Isaurico.

## Biografia
Il trono dell'Impero bizantino era instabile nei primi anni 710. Giustiniano II era stato deposto e giustiziato nel 711. La sua deposizione fu seguita dai brevi regni di Filippico, Anastasio II e Teodosio III. Tutti e tre ottennero la corona imperiale dopo colpi di Stato da parte dei militari. 
Leone, strategos del tema anatolico, e Artavasde, strategos del tema armeno, riuscì a deporre Teodosio il 25 marzo 717. Lo stesso giorno fu proclamato imperatore a Santa Sofia e Maria divenne imperatrice consorte dell'Impero bizantino. 
Nel luglio 718, Maria diede alla luce Costantino durante l'assedio di Costantinopoli da parte di Maslama, un generale del califfato omayyade. L'assedio fu interrotto nell'agosto dello stesso anno e le forze del califfo si ritirarono. Il 25 dicembre dello stesso anno, Maria fu incoronata Augusta e suo figlio fu battezzato dal patriarca Germano I. Costantino fu proclamato co-imperatore nell'agosto 720. 
Leone rimase imperatore fino alla propria morte il 18 giugno 741. Non si sa se Maria morta prima o dopo del marito. 

## Figli
Maria e Leone III ebbero quattro figli di cui si conosce il nome: 
- Anna, moglie di Artavasde (705 - dopo il 772).
- Costantino V[4][5] (luglio 718 - 14 settembre 775).
- Irene.
- Cosmo.

Costantino VII nel suo De Ceremoniis parla anche di altre due figlie, ma di loro non si conosce nient'altro. 